# Alathur
Alathur es una ciudad censal situada en el distrito de Palakkad en el estado de Kerala (India). Su población es de 26720 habitantes (2011). Se encuentra a orillas del río Gayathtripuzha, a 23 km de Palakkad y a 41 km de Thrissur.

## Demografía
Según el censo de 2011 la población de Alathur era de 26720 habitantes, de los cuales 12808 eran hombres y 13912 eran mujeres. Alathur tiene una tasa media de alfabetización del 89,95%, inferior a la media estatal del 94%. la alfabetización masculina es del 95,14%, y la alfabetización femenina del 85,27%.